# Шиленай
Шиле́най (лит. Šilėnai) — деревня в Кайряйском старостве Шяуляйского района Шяуляйского уезда Литвы. Административный центр Шиленайской сянюнайтии.

## Расположение и общая характеристика
Находится в южной части Кайряйского староства, в 8 км южнее административного центра староства — местечка Кайряй, и в 6 км юго-восточнее административного центра района — города Шяуляй.
|  |  |  |

В деревне действует одна начальная школа, в которой обучается, примерно, 70 детей, и работает 17 сотрудников. Также на территории деревни расположены: почтовое отделение (LT-80004) и железнодорожная станция.

## История
В исторических источниках первые упоминается под 1649 годом. Но активно развиваться и расти деревня стала после постройки в 1870-е годы около неё одноимённой станции Либаво-Роменской железной дороги.
Административное подчинение: 

С 1950 года по 1995 год деревня входила в состав Кайряйской апилинки.
С 1995 года входит в состав Кайряйского староства.
В 2009 году была включена в Шиленайскую сянюнайтию и стала её административным центром.

## Население
Согласно данным переписи населения Литвы 2001 года, в деревне Шиленай проживало 665 человек.
| 1970                           | 1987 | 2001 |
| ------------------------------ | ---- | ---- |
| 360                            | 604  | 665  |
| Гистограмма динамики населения |      |      |

## Известные жители
- Раймондас Шукис[англ.] (р. 1966) — юрист, политик, член парламента, министр здравоохранения и бывший председатель Сейма, первый вице-министр Министерства внутренних дел, профессор юридического факультета Вильнюсского университета.
- Евгения Люмайте[англ.] (р. 1958) — поэт и педагог.